# 拉德伦德
拉德伦德是德国石勒苏益格－荷尔斯泰因州的一个市镇。总面积24.09平方公里，总人口1345人，其中男性655人，女性690人（2011年12月31日），人口密度56人/平方公里。